# Thể thao dưới nước tại Đại hội Thể thao Đông Nam Á 1989
Thể thao dưới nước tại Đại hội Thể thao Đông Nam Á năm 1989 được tổ chức từ ngày 23 đến 27 tháng 8 năm 1989 tại Kuala Lumpur, Malaysia. Ba môn thi đấu gồm bơi lội, lặn và bóng nước. Ở môn bơi lội, các vận động viên tranh tài ở đầy đủ nội dung cá nhân và tiếp sức, trải dài từ cự ly ngắn như 50 m cho đến cự ly dài như 1.500 m nam và 800 m nữ. Ở môn lặn, các nội dung nhảy cầu 3 m và 10 m dành cho nam và nữ. Lần đầu tiên nội dung bơi tự do 50 m được đưa vào chương trình thi đấu. 
Môn bóng nước chỉ tổ chức nội dung đồng đội nam, thi đấu theo thể thức vòng tròn một lượt. Đội tuyển Singapore tiếp tục thống trị khu vực khi giành huy chương vàng, trong khi Malaysia và Indonesia lần lượt giành huy chương bạc và đồng.

## Tóm tắt kết quả

### Bơi lội
Nội dung của nam
| Nội dung                   | Vàng             | Vàng     | Bạc              | Bạc      | Đồng                | Đồng     |
| -------------------------- | ---------------- | -------- | ---------------- | -------- | ------------------- | -------- |
| 50 m tự do                 | Ang Peng Siong   | 23.27    | Richard Sam Bera | 24.46    | đồng huy chương bạc |          |
| 50 m tự do                 | Ang Peng Siong   | 23.27    | Harold Gan       | 24.46    | đồng huy chương bạc |          |
| 100 m tự do                | Richard Sam Bera | 52.19    | Ang Peng Siong   | 52.53    | Mustamsikin         | 54.96    |
| 200 m tự do                | David Lim        | 1:55.93  | Oon Jin Gee      | 1:56.34  | Eric Buhain         | 1:56.62  |
| 400 m tự do                | Jeffrey Ong      | 4:03.25  | Richard Sam Bera | 4:05.40  | Martin Palacios     | 4:10.25  |
| 1500 m tự do               | Jeffrey Ong      | 15:56.23 | Martin Palacios  | 16:56.28 | Desmond Koh         | 17:22.91 |
|                            |                  |          |                  |          |                     |          |
| 100 m bơi ngửa             | David Lim        | 58.87    | Irving Ng        | 1:02.20  | Nopporn Chaoprasert | 1:02.80  |
| 200 m bơi ngửa             | David Lim        | 2:09.85  | Tan V Meng       | 2:13.15  | Maung Maung Win     | 2:17.58  |
|                            |                  |          |                  |          |                     |          |
| 100 m bơi ếch              | Ng Yue Meng      | 1:05.28  | Wirmandi Sugriat | 1:05.48  | Lee Chee Keen       | 1:07.01  |
| 200 m bơi ếch              | Wirmandi Sugriat | 2:23.82  | Lee Chee Keen    | 2:24.32  | Tjatur Sugiarto     | 2:25.72  |
|                            |                  |          |                  |          |                     |          |
| 100 m bơi bướm             | Ang Peng Siong   | 56.00    | Eric Buhain      | 56.41    | Mustamsikin         | 57.01    |
| 200 m bơi bướm             | Eric Buhain      | 2:04.02  | Tan V Meng       | 2:06.60  | Desmond Koh         | 2:07.69  |
|                            |                  |          |                  |          |                     |          |
| 200 m hỗn hợp cá nhân      | Eric Buhain      | 2:06.94  | David Lim        | 2:10.77  | Wirmandi Sugriat    | 2:11.85  |
| 400 m hỗn hợp cá nhân      | Eric Buhain      | 4:35.35  | Desmond Koh      | 4:37.25  | Tan V Meng          | 4:40.43  |
|                            |                  |          |                  |          |                     |          |
| 4 × 100 m tiếp sức tự do   | Singapore        | 3:32.81  | Indonesia        | 3:36.61  | Philippines         | 3:40.00  |
| 4 × 200 m tiếp sức tự do   | Singapore        | 7:54.18  | Philippines      | 8:01.20  | Indonesia           | 8:04.11  |
| 4 × 100 m tiếp sức hỗn hợp | Singapore        | 3:52.89  | Indonesia        | 3:59.54  | Philippines         | 4:01.54  |

Nội dung của nữ
| Nội dung                   | Vàng                | Vàng    | Bạc                      | Bạc     | Đồng                           | Đồng    |
| -------------------------- | ------------------- | ------- | ------------------------ | ------- | ------------------------------ | ------- |
| 50 m tự do                 | Akiko Thomson       | 27.62   | Thanyaluk Sakulkong      | 28.17   | Yustina Atmaja Yen Yen Gunawan | 28.58   |
| 100 m tự do                | Akiko Thomson       | 59.27   | Nurul Huda Abdullah      | 1:00.04 | May Tan Seok Khoon             | 1:00.52 |
| 200 m tự do                | Nurul Huda Abdullah | 2:05.75 | May Tan Seok Khoon       | 2.08.95 | Elfira Rosa Nasution           | 2:09.55 |
| 400 m tự do                | Nurul Huda Abdullah | 4:21.58 | Elfira Rosa Nasution     | 4:29.75 | Thanya Sridama                 | 4:30.28 |
| 800 m tự do                | Nurul Huda Abdullah | 9:06.67 | Thanya Sridama           | 9:11.62 | Anchalee Hoprasatsuk           | 9:33.38 |
|                            |                     |         |                          |         |                                |         |
| 100 m bơi ngửa             | Akiko Thomson       | 1:06.47 | Ratna Laurentia Pradipta | 1:07.77 | Chan Peck Hong                 | 1:10.24 |
| 200 m bơi ngửa             | Nurul Huda Abdullah | 2:23.65 | Akiko Thomson            | 2:24.01 | Ratna Laurentia Pradipta       | 2:25.47 |
|                            |                     |         |                          |         |                                |         |
| 100 m bơi ếch              | Sornsawan Phuvichit | 1:15.89 | Maturada Kunapakorn      | 1:17.02 | Jong Su Ting                   | 1:17.43 |
| 200 m bơi ếch              | Sornsawan Phuvichit | 2:42.10 | Jong Su Ting             | 2:44.26 | May Ooi                        | 2:44.72 |
|                            |                     |         |                          |         |                                |         |
| 100 m bơi bướm             | May Tan Seok Khoon  | 1:04.05 | Nurul Huda Abdullah      | 1:04.81 | Elfira Rosa Nasution           | 1:05.39 |
| 200 m bơi bướm             | Nurul Huda Abdullah | 2:18.76 | May Tan Seok Khoon       |         | Elfira Rosa Nasution           |         |
|                            |                     |         |                          |         |                                |         |
| 200 m hỗn hợp cá nhân      | Nurul Huda Abdullah | 2:22.74 | Elfira Rosa Nasution     | 2:23.44 | May Ooi                        | 2:29.21 |
| 400 m hỗn hợp cá nhân      | Nurul Huda Abdullah | 4:59.61 | Elfira Rosa Nasution     | 5:05.37 | Thanya Sridama                 | 5:09.12 |
|                            |                     |         |                          |         |                                |         |
| 4 × 100 m tiếp sức tự do   | Indonesia           | 4:02.06 | Thái Lan                 | 4:03.85 | Singapore                      | 4:08.77 |
| 4 × 100 m tiếp sức hỗn hợp | Malaysia            | 4:28.94 | Indonesia                | 4:29.98 | Thái Lan                       | 4:33.32 |

### Nhảy cầu
| Nội dung          | Vàng              | Vàng   | Bạc                  | Bạc    | Đồng             | Đồng   |
| ----------------- | ----------------- | ------ | -------------------- | ------ | ---------------- | ------ |
| Cầu mềm 3 m nam   | Kristendi Permana | 550.20 | Kris Darmakusuma     | 545.30 | Somchai Omkasing | 533.75 |
| Cầu cứng 10 m nam | Somchai Omkasing  | 493.45 | Eko Setiawan Loeloes | 481.90 | Sugeng Riyadi    | 439.30 |
|                   |                   |        |                      |        |                  |        |
| Cầu mềm 3 m nữ    | Dwi Mariastuti    | 378.90 | Sri Retno Ardiani    | 346.40 | Aye Aye Soe      | 342.10 |
| Cầu cứng 10 m nữ  | Dwi Mariastuti    | 338.65 | Aye Aye Soe          | 305.82 | Thuzar Aye       | 301.35 |

### Bóng nước
| Nội dung | Vàng      | Bạc      | Đồng      |
| -------- | --------- | -------- | --------- |
| Nam      | Singapore | Malaysia | Indonesia |

## Bảng huy chương
| Hạng               | Đoàn               | Vàng | Bạc | Đồng | Tổng số |
| ------------------ | ------------------ | ---- | --- | ---- | ------- |
| 1                  | Malaysia (MAS)     | 11   | 7   | 4    | 22      |
| 2                  | Singapore (SIN)    | 10   | 8   | 6    | 24      |
| 3                  | Indonesia (INA)    | 6    | 12  | 13   | 31      |
| 4                  | Philippines (PHI)  | 6    | 4   | 4    | 14      |
| 5                  | Thái Lan (THA)     | 3    | 4   | 5    | 12      |
| 6                  | Myanmar (MYA)      | 0    | 1   | 3    | 4       |
| Tổng số (6 đơn vị) | Tổng số (6 đơn vị) | 36   | 36  | 35   | 107     |